# توم إغيلاند
توم إغيلاند (بالنرويجية البوكمول: Tom Egeland)‏ هو كاتب للأطفال وكاتب وصحفي نرويجي، ولد في 8 يوليو 1959 في أوسلو في النرويج.

## وصلات خارجية
- الموقع الرسمي
- توم إغيلاند على موقع IMDb (الإنجليزية)
- توم إغيلاند على موقع قاعدة بيانات الفيلم (الإنجليزية)